# كورغان تبه
كورغان تبه (بالطاجيكية: Бохтар )‏ هي مدينة، تتبع ولاية خاتلون، بلغ عدد سكانها 75٬450 نسمة، تبلغ مساحتها 26 كيلومتر مربع، رمزها البريدي هو 735140.

## المناخ
يظهر الجدول التالي التغييرات المناخية على مدار السنة لكورغان تبه:
| البيانات المناخية لـكورغان تبه        | البيانات المناخية لـكورغان تبه | البيانات المناخية لـكورغان تبه | البيانات المناخية لـكورغان تبه | البيانات المناخية لـكورغان تبه | البيانات المناخية لـكورغان تبه | البيانات المناخية لـكورغان تبه | البيانات المناخية لـكورغان تبه | البيانات المناخية لـكورغان تبه | البيانات المناخية لـكورغان تبه | البيانات المناخية لـكورغان تبه | البيانات المناخية لـكورغان تبه | البيانات المناخية لـكورغان تبه | البيانات المناخية لـكورغان تبه |
| الشهر                                 | يناير                          | فبراير                         | مارس                           | أبريل                          | مايو                           | يونيو                          | يوليو                          | أغسطس                          | سبتمبر                         | أكتوبر                         | نوفمبر                         | ديسمبر                         | المعدل السنوي                  |
| ------------------------------------- | ------------------------------ | ------------------------------ | ------------------------------ | ------------------------------ | ------------------------------ | ------------------------------ | ------------------------------ | ------------------------------ | ------------------------------ | ------------------------------ | ------------------------------ | ------------------------------ | ------------------------------ |
| الدرجة القصوى °م (°ف)                 | 22.1 (71.8)                    | 27.9 (82.2)                    | 33.4 (92.1)                    | 36.7 (98.1)                    | 41.3 (106.3)                   | 43.6 (110.5)                   | 46.0 (114.8)                   | 42.8 (109.0)                   | 38.6 (101.5)                   | 36.1 (97.0)                    | 30.5 (86.9)                    | 24.3 (75.7)                    | 46.0 (114.8)                   |
| متوسط درجة الحرارة الكبرى °م (°ف)     | 8.1 (46.6)                     | 11.7 (53.1)                    | 17.2 (63.0)                    | 24.2 (75.6)                    | 30.4 (86.7)                    | 35.8 (96.4)                    | 37.3 (99.1)                    | 35.5 (95.9)                    | 31.2 (88.2)                    | 25.1 (77.2)                    | 17.6 (63.7)                    | 10.6 (51.1)                    | 23.7 (74.7)                    |
| المتوسط اليومي °م (°ف)                | 2.5 (36.5)                     | 5.4 (41.7)                     | 10.8 (51.4)                    | 17.2 (63.0)                    | 22.7 (72.9)                    | 27.3 (81.1)                    | 28.7 (83.7)                    | 26.4 (79.5)                    | 21.1 (70.0)                    | 15.2 (59.4)                    | 9.1 (48.4)                     | 4.4 (39.9)                     | 15.9 (60.6)                    |
| متوسط درجة الحرارة الصغرى °م (°ف)     | −1.5 (29.3)                    | 1.0 (33.8)                     | 5.9 (42.6)                     | 11.2 (52.2)                    | 15.3 (59.5)                    | 18.1 (64.6)                    | 19.3 (66.7)                    | 17.1 (62.8)                    | 12.1 (53.8)                    | 7.6 (45.7)                     | 3.2 (37.8)                     | 0.3 (32.5)                     | 9.1 (48.4)                     |
| أدنى درجة حرارة °م (°ف)               | −24.1 (−11.4)                  | −22.6 (−8.7)                   | −12.7 (9.1)                    | −1.8 (28.8)                    | 4.0 (39.2)                     | 9.1 (48.4)                     | 11.0 (51.8)                    | 9.4 (48.9)                     | 3.5 (38.3)                     | −4.2 (24.4)                    | −10.9 (12.4)                   | −20.0 (−4.0)                   | −24.1 (−11.4)                  |
| الهطول مم (إنش)                       | 36.1 (1.42)                    | 39.6 (1.56)                    | 61.0 (2.40)                    | 39.6 (1.56)                    | 24.1 (0.95)                    | 3.2 (0.13)                     | 0.3 (0.01)                     | 0.1 (0.00)                     | 0.8 (0.03)                     | 8.8 (0.35)                     | 19.3 (0.76)                    | 29.8 (1.17)                    | 262.7 (10.34)                  |
| متوسط أيام هطول الأمطار (≥ 0.1 mm)    | 8.2                            | 11.2                           | 7.0                            | 5.9                            | 2.7                            | 0.2                            | 1.0                            | 0.8                            | 1.3                            | 3.7                            | 6.4                            | 7.3                            | 55.7                           |
| متوسط الرطوبة النسبية (%)             | 73.2                           | 70.1                           | 62.3                           | 57.6                           | 50.2                           | 45.5                           | 45.6                           | 48.3                           | 51.0                           | 57.1                           | 66.6                           | 73.0                           | 58.4                           |
| ساعات سطوع الشمس الشهرية              | 112                            | 125                            | 164                            | 213                            | 291                            | 339                            | 351                            | 334                            | 294                            | 235                            | 174                            | 115                            | 2٬747                          |
| المصدر #1: climatebase.ru             |                                |                                |                                |                                |                                |                                |                                |                                |                                |                                |                                |                                |                                |
| المصدر #2: NOAA (sun only, 1961-1990) |                                |                                |                                |                                |                                |                                |                                |                                |                                |                                |                                |                                |                                |

## أعلام
- أكثم خامراكولوف